# Charles Joughin
Charles John Joughin, britansko-ameriški kuhar in pek * 3. avgust 1878, Birkenhead, Wirral, Združeno Kraljestvo, † 9. december 1956, Paterson, New Jersey, ZDA.  
Joughin je znan kot glavni pek na krovu ladje RMS Titanic. Preživel je potop ladje in postal znan po tem, da je zelo dolgo časa preživel v ledeno mrzli vodi, preden je bil skorajda brez močnih poškodb rešen na prevrnjen zložljiv čoln B.

## Zgodnje življenje
Charles Joughin se je rodil 3. avgusta 1878 na ulici Patten Street v Birkenheadu v Angliji. Bil je sin očeta Johna Edwina in mame Ellen Joughin. 17. novembra 1906 se je v Liverpoolu poročil z Louise Woodward  Leta 1907 jima je rodila hčerko Agnes Lillian in leta 1909 sina Rolanda Ernesta. Louise naj bi umrla zaradi zapletov pri porodu okoli leta 1919, umrl pa je bil tudi njen novi sin Richard.
Joughin je prvič odšel delat na morje leta 1889, ko je bil star 11 let, kasneje pa je postal glavni pek in kuhar na različnih ladjah družbe White Star Line, tudi na Titanicovi sestrski ladji RMS Olympic.

## Na krovu ladje RMS Titanic
Joughin je bil del oskrbovalne posadke ladje RMS Titanic med njenim prvim in zadnjim potovanjem aprila 1912. Bil je na krovu ladje med njeno plovbo iz Belfasta v Southampton. Znova se je podpisal v Southamptonu 4. aprila 1912. Joughin je kot glavni pek prejemal mesečno plačo v višini 12 GBP (kar ustreza 1500 £ danes, prilagojeno inflaciji) in imel s seboj še trinajst pekov.
Ko je ladja 14. aprila zvečer ob 23:40 trčila v ledeno goro, je Joughin spal na svojem pogradu v njegovi kabini. Po njegovem pričevanju je začutil šok zaradi trka in takoj vstal. Z zgornjih palub se je začelo govoriti, da so častniki pripravljali reševalne čolne za spuščanje in Joughin je poslal svojih trinajst moških na palubo čolnov z dodatno hrano in pijačo za potnike v reševalnih čolnih: štirje hlebci na kos, vsak približno štirideset kilogramov kruha. Joughin je nekaj časa ostal zadaj, nato pa jim sledil in približno ob 00:30 prišel do čolna. 
Pridružil se je glavnemu častniku Hernyju Wildeju in mu pomagal spuščati reševalni čoln št. 10. Joughin je skupaj z častniki in drugimi mornarji pomagal ženskam in otrokom v reševalne čolne, vendar so čez nekaj časa ženske skočile s čolna in rekle, da so na Titanicu varnejše. Nato je glavni pek Joughin odšel na krmo palube čolnov ter prepričeval ženske in otroke naj grejo v čolne. 
Čeprav so mu ponudili, da bi poveljeval čolnu št. 15, se Joughin ni vkrcal v čoln. Kmalu zatem je odšel na spodnjo palubo in dobil majhno stekleničko polno z alkoholom. Nato je ponovno odšel na palubo čolnov, kjer se je srečal s starim zdravnikom (verjetno dr. William O'Loughlin, morebiti zadnjič, ko ga je kdo videl). Ko je ob 2:05 prišel nazaj na palubo čolnov, so vsi čolni zapustili ladjo in takrat je Joughin odšel na palubo A, kjer je z ladje odvrgel v morje približno 50 ležalnikov, ki so jih preživeli lahko pozneje uporabili kot plavajoča sredstva za preživetje.
Ko je odvrgel vse ležalnike v morje, je Joughin odšel v ladijsko kuhinjo, da bi vzel nekaj dodatne vode, a ko je zaslišal močan tresk je odšel iz kuhinje in se pridružil množici potnikov, ki je tekla proti krmi. Ko je prečkal palubo pri zadnjem ladijskem jamborju, se je ladja močno nagnila na levo stran in po njegovem mnenju so s palube vsi popadali v vodo, razen njega. Joughin se je povzpel na desno stran ladijske palube za varnostno ograjo tako, da je splezal na zunanjo stran ograje ter se držal na zunanji strani medtem, ko se je ladja dvigovala nad morjem. Ko je ladja dokončno potonila, se je Joughin držal za ograjo, ko ga je ladja popeljala vse do konca pod vodno gladino, preden je skočil z ograje ter odplaval na površje. Joughin je bil tako zadnji preživeli, ki je zapustil ladjo RMS Titanic. 
Po potopu je dobri dve uri veslal s plavajočim kosom lesa po mestu potopa, kjer je bilo veliko trupel. Priznal je, da skorajda ni čutil mraza, najverjetneje zato, ker je med potapljanjem ladje pil alkohol. Ko se je proti jutru začelo daniti, je Joughin zagledal prevrnjen zložljiv čoln B, na katerem so bili drugi častnik Charles Lightoller ter še 25 drugih moških. Joughin je počasi priplaval do čolna, vendar je opazil, da na njem ni bilo več prostora. Preživeli kuhar Isaac Maynard ga je prepoznal ter ga prijel za roko in ga povlekel na čoln, vendar je imel Joughin svoje noge še vedno v mrzli vodi. Kmalu se je iz bližine prikazal še en čoln, do katerega je Joughin priplaval in ga dokončno rešil. Pozneje je nato prispel na krov reševalne ladje RMS Carpathia z oteklimi nogami.

## Poznejše življenje
Potem, ko je preživel nesrečo Titanica, se je Joughin vrnil v Anglijo in bil eden od prvih članov posadke, ki je poročal pri britanski preiskavi o potopu, ki jo je vodil Lord Mersey. Leta 1920 se je za stalno preselil v ZDA v Paterson v New Jerseyju. Glede na njegovo osmrtnico je bil tudi na krovu ladje SS Oregon, ko je potonila v pristanišču v Bostonu.
Po vrnitvi v New Jersey se je Joughin ponovno poročil z gospo Annie Eleanor (Ripley) Howarth Coll (rojena 29. decembra 1870), Leedsa, ki je prvič prišla v ZDA leta 1888. Annie je bila dvakrat poročena in je bila hči Rose (rojena 1891), ki se je kasneje poročila s Henryjem Stoehrom.
Anniena smrt leta 1943 ga je močno prizadela, od nje si ni nikoli opomogel. Dvanajst let kasneje je bil Joughin povabljen, da svoje preživetje na Titanicu opiše v poglavju knjige Walterja Lorda A Night to Remember.

## Smrt
Kmalu potem, ko se je Joughin vrnil iz studia, kjer je opisal svoje preživetje za knjigo A Night To Remember, se je njegovo zdravje močno poslabšalo. 25. novembra 1956 je zbolel za pljučnico zaradi česar je moral v bolnišnico, kjer je ostal do konca. Umrl je dva tedna pozneje, 9. decembra 1956 v bolnišnici v Patersonu, star 78 let. Pokopan je bil na pokopališču Cedar Lawn v Patersonu v državi New Jersey, v istem grobu, kjer je pokopana tudi njegova žena.  